# Großsteinhausen
Großsteinhausen är en kommun och ort i Landkreis Südwestpfalz i förbundslandet Rheinland-Pfalz i Tyskland.
Kommunen ingår i kommunalförbundet Verbandsgemeinde Zweibrücken-Land tillsammans med ytterligare 16 kommuner.